# Wojewódzki zarząd rolnictwa
Wojewódzki zarząd rolnictwa – jednostka administracyjna prezydium rady narodowej szczebla wojewódzkiego, istniejąca w latach 1954-1972, ustanowiona w celu stworzenia operatywnych organów do bezpośredniego kierowania, organizowania, pomocy i oddziaływania na produkcję rolniczą Wojewódzki zarząd rolnictwa powstał w wyniku przekształcenia wydziału rolnictwa i leśnictwa prezydium wojewódzkiej rady narodowej.

## Powołanie zarządu
Na podstawie uchwały Rady Ministrów z 1954 r. w sprawie utworzenia powiatowych i wojewódzkich zarządów rolnictwa ustanowiono zarząd.

## Struktura zarządu
Wojewódzkie zarządy rolnictwa były jednostkami wykonawczymi prezydiów wojewódzkich rad narodowych, przed którymi odpowiadały za realizację ustalonych uchwałami prezydiów zadań w zakresie podnoszenia produkcji rolniczej. Wojewódzkie zarządy rolnictwa wykonywały bezpośrednie wytyczne Ministra Rolnictwa, przed którym ponosili pełną odpowiedzialność za ich realizację.
Wojewódzkie zarządy rolnictwa koncentrowało kierownictwo całości służby rolnej przez włączenie w skład tych zarządów wszystkich jednostek resortu rolnictwa, działających dotychczas przy prezydiach rad narodowych poza wydziałami rolnictwa i leśnictwa.

## Organizacji zarządu
Na czele wojewódzkiego zarządu rolnictwa stał kierownik. Kierownik wojewódzkiego zarządu rolnictwa był zastępcą przewodniczącego prezydium wojewódzkiej rady narodowej do spraw produkcji rolniczej.
Działające poza prezydiami wojewódzkich rad narodowych ekspozytury okręgowe Centralnego Zarządu Państwowych Ośrodków Maszynowych przekształcone zostały w zarządy państwowych ośrodków maszynowych i włączone do wojewódzkich zarządów rolnictwa. Ponadto działające przy prezydiach wojewódzkich rad narodowych wojewódzkie zarządy urządzeń rolnych, wojewódzkie zarządy wodnych melioracji oraz wojewódzkie zarządy weterynarii włączone zostały do wojewódzkich zarządów rolnictwa.

## Zadania zarządu
Do zadań zarządu należało:
- ustalanie kierunków produkcji rolniczej i jej rejonizacji na poszczególne powiaty danego województwa w ramach Narodowego Planu Gospodarczego,
- opracowywanie rocznych i wieloletnich planów rozwoju rolnictwa, nakładów inwestycyjnych, środków produkcji i usług dla województwa w oparciu o ustalone wskaźniki i wytyczne Narodowego Planu Gospodarczego z uwzględnieniem lokalnych warunków i możliwości,
- organizowanie prac związanych z zabezpieczeniem realizacji planów poszczególnych kampanii rolniczych w indywidualnych gospodarstwach chłopskich i w rolniczych spółdzielniach produkcyjnych oraz kontrola w tym zakresie,
- zarządzanie powiatowymi zarządami rolnictwa i jednostkami podległymi bezpośrednio oraz udzielanie im fachowego instruktażu i pomocy w wykonywaniu zadań związanych z rozwojem i wzrostem produkcji rolniczej,
- opiniowanie, koordynowanie, nadzorowanie oraz kontrola wykonania planów wszystkich jednostek Ministra Rolnictwa, działających na terenie województwa, nie wchodzących bezpośrednio w skład wojewódzkich zarządów rolnictwa, a mianowicie: biur wojewódzkich Centrali Nasiennej, zakładów nasiennych Centrali Nasiennictwa Ogrodniczego i Szkółkarstwa, składnic okręgowych Centrali Zaopatrzenia Rolnictwa, ekspozytur wojewódzkich Centrali Obrotu Zwierzętami Hodowlanymi, hurtowni okręgowych "Centrowet", przedsiębiorstw elektryfikacji rolnictwa, zakładów Technicznej Obsługi Rolnictwa oraz oddziałów Centralnego Biura Projektów Budownictwa Wiejskiego.

## Zniesienie zarządu
Na podstawie uchwały Rady Ministrów z 1972 r. w sprawie utraty mocy obowiązującej niektórych uchwał Rady Ministrów, Prezydium Rządu, Komitetu Ekonomicznego Rady Ministrów i Komitetu Ministrów do Spraw Kultury, ogłoszonych w Monitorze Polskim zlikwidowano wojewódzkie zarządy rolnictwa.